# Nova Bréscia

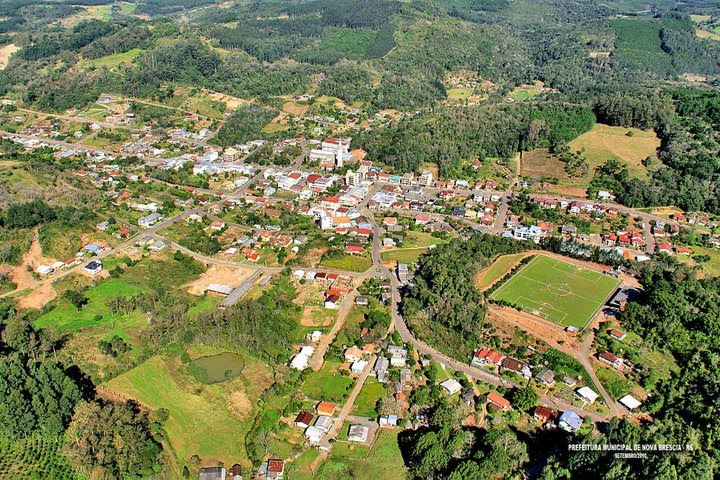
Vista parcial de Nova Bréscia.

Nova Bréscia es un municipio brasileño del estado de Rio Grande do Sul.
Se encuentra ubicado a una latitud de 29º12'52" Sur y una longitud de 52º01'39" Oeste, estando a una altitud de 322 metros sobre el nivel del mar. Su población estimada para el año 2004 era de 3.035 habitantes.
Fue fundada por emigrantes de Brescia, una ciudad italiana.
Ocupa una superficie de 200,95 km².
- Datos: Q1758820
- Multimedia: Nova Bréscia / Q1758820